# One Way Out
One Way Out il sedicesimo album in studio della cantautrice statunitense Melissa Etheridge, pubblicato nel 2021.

## Tracce
1. One Way Out – 4:03
2. As Cool As You Try – 3:36
3. I'm No Angel Myself – 4:38
4. For the Last Time – 3:17
5. Save Myself – 3:20
6. That Would Be Me – 2:30
7. Wild Wild Wild – 3:22
8. You Have No Idea (Live) – 3:47
9. Life Goes On (Live) – 4:38